# Municipio de Elm (Misuri)
El municipio de Elm (en inglés: Elm Township) es un municipio ubicado en el condado de Putnam en el estado estadounidense de Misuri. En el año 2010 tenía una población de 579 habitantes y una densidad poblacional de 2,86 personas por km².

## Geografía
El municipio de Elm se encuentra ubicado en las coordenadas 40°24′20″N 92°46′19″O / 40.40556, -92.77194. Según la Oficina del Censo de los Estados Unidos, el municipio tiene una superficie total de 202.44 km², de la cual 202,44 km² corresponden a tierra firme y (0 %) 0 km² es agua.

## Demografía
Según el censo de 2010, había 579 personas residiendo en el municipio de Elm. La densidad de población era de 2,86 hab./km². De los 579 habitantes, el municipio de Elm estaba compuesto por el 98,79 % blancos, el 0,17 % eran asiáticos, el 0,17 % eran isleños del Pacífico, el 0,17 % eran de otras razas y el 0,69 % eran de una mezcla de razas. Del total de la población el 0,69 % eran hispanos o latinos de cualquier raza.